# 11-я танковая бригада (Казахстан)
11-я танковая бригада имени Кабанбай-батыра (каз. 11-Қабанбай батыр атындағы танк бригадасы, сокращённо в/ч 10810) — танковая бригада, входящая в состав Сухопутных войск Республики Казахстан и подчинённая Региональному командованию «Восток» Сухопутных войск. Расквартирована в городе Аягоз.

## История

### Предшественники
Предшественником 11-й танковой бригады является 78-й Невельская Краснознаменная танковая дивизия, которая была образована 17 января 1942 года во Владимире как 78-я танковая бригада. Эта бригада отличилась в боях за Невель в Псковской области, за что была удостоена 7 октября 1943 года почётного наименования Невельской, а 11 марта 1944 года указом Президиума Верховного Совета СССР была награждена Орденом Красного Знамени. Войну закончила в Прибалтике, участвовала в разгроме Курляндской группировки немцев под Тукумском.
13 сентября 1949 года бригада была переброшена в Чарджоу (Туркменская ССР) и преобразована в танковый полк, на базе которого и была развёрнута 78-я Невельская Краснознамённая танковая дивизия. С 28 августа 1969 года дивизия несла службу в Аягозе (Семипалатинская область) в составе Краснознамённого Среднеазиатского военного округа. С мая 1992 года она входила в состав 1-го армейского объединения Вооруженных сил Республики Казахстан. 14 мая 1999 года на основании директивы начальника Генерального штаба ВС РК преобразована в 3-ю механизированную дивизию: в частности, 180-й танковый полк дивизии был переименован в 31-й танковый полк.
В сентябре 2000 года 3-я механизированная дивизия вошла в состав Восточного военного округа, а с 29 апреля 2001 года по указу Президента Республики Казахстан стала носить имя Кабанбай-батыра (название присвоено также в соответствии с постановлением Правительства РК от 20 октября 2000 года).

### Бригада
В соответствии с директивой Министерства обороны Республики Казахстан 15 мая 2005 года 31-й танковый полк Сухопутных войск, ранее находившийся в составе 11-й отдельной механизированной бригады, был преобразован в 11-ю отдельную механизированную бригаду. 1 декабря 2007 года эта бригада в соответствии с директивой Минобороны была преобразована уже в 11-ю танковую бригаду. Танковая бригада участвует во всех учениях Сухопутных войск Казахстана (как национальных, так и международных), в том числе в ежегодных учениях «Айбалта».
В 2013 году экипаж танковой бригады участвовал в чемпионате мира по танковому биатлону в Алабино, заняв 2-е место. Танкисты 11-й танковой бригады участвовали и в последующих соревнованиях по танковому биатлону. В 2016 году 3-е место на чемпионате мира в рамках Международных армейских игр занял экипаж в составе старшего лейтенанта Асылбека Мусурманкулова (командир), старшего сержанта Думана Байжанова (механик-водитель) и старшего сержанта Ерасыла Жумагулова (наводчик-оператор 3-го взвода, 6-й роты, 2-го батальона). В 2021 году экипаж 11-й танковой бригады на Т-72 занял 3-е место на танковом биатлоне в рамках Международных армейских игр: командиром экипажа был командир роты Еламан Абишев, неоднократно занимавший призовые места в прошлом; в экипаж также входил инструктор по боевой и физической подготовке роты сержант 3-го класса Рустам Молдашев.

## Вооружение
На вооружении 11-й танковой бригады и других танковых частей Сухопутных войск Казахстана стоят танки Т-72Б, освоение которых проходит в учебном центре пгт Отар: танкисты проходят там курсы продолжительностью 5 месяцев.